# Cardiomiotomia secondo Heller
La cardiomiotomia secondo Heller è una procedura chirurgica, sviluppata da Heller, di particolare rilevanza nel trattamento chirurgico delle affezioni del tratto digestivo superiore (esofago-gastrico). È detta anche miotomia esofagea.
La miotomia secondo Heller consiste in una miotomia extramucosa (ovvero nella resezione dei fasci di tessuto muscolare liscio) circostanti l'esofago distale, in prossimità del cardias (Sfintere Esofageo Inferiore, SEI), e lasciando intatta la sottostante mucosa esofagea.
L'intervento ha lo scopo di ridurre la pressione muscolare sullo Sfintere Esofageo Inferiore, ripristinandone sostanzialmente la funzionalità in caso questa sia stata gravemente alterata da affezioni esofagee discinesiche, quali l'Acalasia.
Riducendo la pressione del SEI, l'intervento di miotomia permette nella maggior parte dei casi la risoluzione dei correlati problemi di disfagia, ma, riducendo l'effetto barriera rispetto alla possibile risalita di materiale acido dello stomaco verso l'esofago, aumenta notevolmente il rischio di reflusso gastro-esofageo (MRGE, GERD nella notazione anglofona), con conseguente esofagite. La miotomia di Heller è di conseguenza quasi sempre accompagnata da una contemporanea operazione di funduplicatio (solitamente una funduplicatio parziale con la tecnica di Dor), al fine di ridurre l'entità dei possibili reflussi acidi. Il protocollo operatorio più frequente è per questo chiamato "Heller+Dor".
Nonostante sia una procedura sicura ed efficace se eseguita da un chirurgo esperto, l'opportunità dell'intervento deve sempre essere valutata attentamente, perché in una piccolissima percentuale di casi può derivarne una disfagia permanente; l'indicazione all'intervento deve quindi essere ponderata con attenzione, e solo dopo un completo assessment dell'anatomia e fisiopatologia esofagea del paziente, solitamente attraverso l'esecuzione di manometrie esofagee (normali e/o 24H), Ph-metria, gastroscopia, e videofluorocinescopia esofagea.
La tecnica può essere eseguita in modalità laparoscopica (chirurgia mini-invasiva).